# Mammoth Grinder
Mammoth Grinder är ett amerikanskt death metal-band som bildades 2005. Debutalbumet, Rage and Ruin, gavs ut 2005 på skivbolaget Ghost Hunt.
Texterna handlar om folkmord och död.
I sin tidiga karriär spelade bandet Hardcore Punk/Sludge Metal men har utvecklat sitt sound och spelar idag Death Metal/Hardcore.
Basisten och sångaren Chris Ulsh spelar bland annat även i Thrash Metal/Crossover bandet Power Trip.

## Medlemmar

### Nuvarande medlemmar
- Chris Ulsh – gitarr, sång (2005–2014), basgitarr, sång (2017–)
- Ryan Parrish – trummor (2017–)
- Mark Bronzino – gitarr (2017–)

### Tidigare medlemmar
- Alex Hughes – basgitarr
- Chris Camp – basgitarr
- James Hammontree – basgitarr
- Brian Boeckman – trummor
- Wade Allison – gitarr (2011–?)

### Turnerande medlemmar
- Mark Bronzino – basgitarr (?–2017)
- Mike Sharp – trummor
- Ryan Parrish – trummor (?–2017)

## Diskografi

### Demo
- 2014 – Cosmic Crypt

### Studioalbum
- 2008 – Rage and Ruin
- 2009 – Extinction of Humanity
- 2013 – Underworlds
- 2018 – Cosmic Crypt

### EP
- 2006 – Mammoth Grinder Goes to College
- 2008 – No Results
- 2010 – Obsessed with Death
- 2010 – 2010 Tour
- 2012 – In & Out b/w See Me Hang

### Singlar
- 2012 – "In & Out" / "See Me Hang"
- 2019 – "Lunar Mass"

### Split
- 2011 – Mammoth Grinder / Hatred Surge

### Samlingsalbum
- 2008 – No Results & Rage and Ruin